# Veikars
Veikars (finska: Veikkaala) är en ort i Korsholms kommun i landskapet Österbotten i Finland. Veikars utgjorde en tätort fram till tätortsavgränsningen 2021.
Vid tätortsavgränsningen den 31 december 2020 hade Veikars 200 invånare och omfattade en landareal av 1,65 kvadratkilometer. Året därefter hade området färre än 200 invånare och Veikars klassificerades inte längre som tätort.